# Віктор цу Від
Принц Вільгельм Фрідріх Адольф Герман Віктор цу Від (нім. Wilhelm Friedrich Adolph Hermann Viktor Prinz zu Wied; 7 грудня 1877, Нойвід — 1 березня 1946, Мосбург-ан-дер-Ізар) — німецький дипломат.

## Біографія
Син генерала і політика князя Вільгельма цу Віда і його дружини Марії, уродженої принцеси Оранської-Нассау. Старший брат Віктора Вільгельм був єдиним князем Албанії, а тітка Єлизавета — першою королевою Румунії.
Віктор отримав військову освіту і в 1905 році вступив на дипломатичну службу. З 1919 року працював у посольстві в Стокгольмі, з 1922 року — в Будапешті. В 1923 році відправлений на пенсію. 1 січня 1932 року вступив в НСДАП. 15 грудня 1933 року відновлений на дипломатичній службі і призначений послом в Швеції. 2 березня 1943 року замінений Гансом Томсеном. В 1944 році отримав від Адольфа Гітлера дотацію в розмірі 250 000 імперських марок.

## Сім'я
Був одружений з Гізелою Клементиною Крістофою Каролою, уродженою графинею цу Зольмс-Вільденфельс (30 грудня 1891 — 20 серпня 1976). В пари народились 2 дочки:
- Марія Елізабет Шарлотта Софія Анна Пауліна Луїза Зольфайг  (14 березня 1913 — 30 березня 1985)
- Бенінга-Вікторія Інгеборг Анна Вільгельміна (23 липня 1918 — 16 січня 1972)